# Liste der Kulturdenkmale in Bovenau
In der Liste der Kulturdenkmale in Bovenau sind alle Kulturdenkmale der schleswig-holsteinischen Gemeinde Bovenau (Kreis Rendsburg-Eckernförde) und ihrer Ortsteile aufgelistet (Stand: 14. April 2025).
Die Bodendenkmale sind in der Liste der Bodendenkmale in Bovenau aufgeführt.

## Legende
In den Spalten befinden sich folgende Informationen:
- Objekt-ID: die Nummer des Kulturdenkmales
- Lage: die Adresse des Kulturdenkmales und die geographischen Koordinaten. Kartenansicht, um Koordinaten zu setzen. In der Kartenansicht sind Kulturdenkmale ohne Koordinaten mit einem roten Marker dargestellt und können in der Karte gesetzt werden. Kulturdenkmale ohne Bild sind mit einem blauen Marker gekennzeichnet, Kulturdenkmale mit Bild mit einem grünen Marker.
- Offizielle Bezeichnung: Bezeichnung des Kulturdenkmales
- Beschreibung: die Beschreibung des Kulturdenkmales
- Bild: ein Bild des Kulturdenkmales

## Sachgesamtheiten
| Objekt-ID      | Lage                                                         | Offizielle Bezeichnung     | Beschreibung | Bild                             |
| -------------- | ------------------------------------------------------------ | -------------------------- | --- | -------------------------------- |
| 40873 Wikidata | An der Kirche 8, An der Kirche (54° 19′ 50″ N, 9° 49′ 49″ O) | Kirche St. Maria Magdalena | Kirche und Dorfkern Bovenau; auf 1240 zurückgehend; Ensemble aus Kirche im Kern von 1240 mit Kirchhof mit barocker Einfriedung sowie Grabstätten und Mahnmalen, im direkten Umfeld ehem. Küsterschule, Kirchspielkrug mit Saal, Pastorat in dreiseithofartiger Anlage und Friedhof mit Mausoleum - Begründung: geschichtlich, künstlerisch, städtebaulich, Kulturlandschaft prägend - Schutzumfang: Kirche St. Maria Magdalena mit Ausstattung; Kirchhof mit Nordertor, Süderpforte, Mausoleum Hoenck, Erbbegräbnis von Hildebrandt, Ehrenmal für die Gefallenen des Ersten Weltkrieges, Grabmale bis 1870, Baumkranz, Feldstein-Böschungsmauer mit Hecke; Friedhof mit Baumkranz, Feldstein-Böschungsmauer mit Hecke, Mausoleum Stauffer (An der Kirche); ehem. Kirchspielkrug, Saalbau (An der Kirche 3); ehem. Schule (An der Kirche 4); Pastorat, Hof- und Gartenfläche, Pastoratsstall, Gemeindehaus (An der Kirche 8) | weitere Fotos \| Fotos hochladen |
| 32767          | Gut Kluvensiek (54° 20′ 33″ N, 9° 49′ 32″ O)                 | Gut Kluvensiek             | Gutsanlage Kluvensiek; im Ursprung auf das 15. Jh. zurückgehend; weitläufige Anlage mit Landschaftspark, das Herrenhaus 1837 erweitert und klassizistisch umgestaltet, südwestlich das Verwalterhaus und der Wirtschaftshof gelegen (19. und frühes 20. Jh.), zugehörig auch die 1870 errichtete Meierei - Begründung: geschichtlich, künstlerisch, Kulturlandschaft prägend - Schutzumfang: Herrenhaus, Gutspark, Kastanienallee, Brücke östlich des Herrenhauses, Brücke an Hauptachse zum Wald, Verlauf Alte Eider | BW                               |

## Bauliche Anlagen
| Objekt-ID      | Lage                                          | Offizielle Bezeichnung                             | Beschreibung | Bild                                    |
| -------------- | --------------------------------------------- | -------------------------------------------------- | --- | --------------------------------------- |
| 7705           | An der Kirche 3 (54° 19′ 49″ N, 9° 49′ 47″ O) | ehem. Kirchspielkrug                               | ehem. Kirchspielkrug; um 1929.; eingeschossiger Backsteinbau in gemäßigten Formen des Heimatschutzstils, Halbwalmdach, zweigeschossiger Risalit an Eingangsseite, Saalanbau - Begründung: geschichtlich, Kulturlandschaft prägend - Schutzumfang: gesamtes Objekt - Denkmaltyp: Bauliche Anlage, Sachgesamtheit: Kirche und Ortskern Bovenau                                                                                     | BW                                      |
| 7706 Wikidata  | An der Kirche 4 (54° 19′ 48″ N, 9° 49′ 48″ O) | ehem. Schule                                       | ehem. Schulhaus; Mitte 19. Jh.; eingeschossiger Backsteinbau mit abgewalmtem Reetdach, halbrundübergiebeltes Eingangstor an westlicher Längsfront - Begründung: geschichtlich, städtebaulich, Kulturlandschaft prägend - Schutzumfang: gesamtes Objekt - Denkmaltyp: Bauliche Anlage, Sachgesamtheit: Kirche und Ortskern Bovenau                                                                                                | Fotos hochladen                         |
| 7704 Wikidata  | An der Kirche 8 (54° 19′ 52″ N, 9° 49′ 52″ O) | Pastorat mit Grundstück                            | Pastorat; 1766, 2. Hälfte 19. Jh; eingeschossiger Backsteinbau auf Granitsockel, flacher Mittelrisalit mit zweiachsigem Zwerchhaus und Giebel, Anlage mit Nebengebäuden in Art eines Dreiseithofes, Hofund Gartenfläche mit Baumbestand - Begründung: geschichtlich, städtebaulich, Kulturlandschaft prägend - Schutzumfang: gesamtes Objekt - Denkmaltyp: Bauliche Anlage, Sachgesamtheit: Kirche und Ortskern Bovenau          | Fotos hochladen                         |
| 3972 Wikidata  | An der Kirche (54° 19′ 50″ N, 9° 49′ 50″ O)   | Kirche St. Maria Magdalena mit Ausstattung         | Ev. Kirche, ehem. St. Maria Magdalena; 1260, 1768, 19. Jh.; Längsrechteckiger, flach gedeckter Feldsteinsaalbau, hölzerner Westturm 1768, Ausstattung u.a. Bronzetaufe von 1375 (?), Triumphkreuz spätes 15. Jh., div. Vasa Sacra und Gemälde 18. Jh. - Begründung: geschichtlich, künstlerisch, städtebaulich - Schutzumfang: gesamtes Objekt - Denkmaltyp: Bauliche Anlage, Sachgesamtheit: Kirche und Ortskern Bovenau        | weitere Fotos \| Fotos hochladen        |
| 7708 Wikidata  | An der Kirche (54° 19′ 53″ N, 9° 49′ 54″ O)   | Friedhof: Mausoleum Stauffer                       | Mausoleum Stauffer; 19. Jh.; kleiner eingeschossiger Rechteckbau aus gelbem Backstein in spätklassizistischen Formen, Eckpilaster und Architekturglieder aus Sandstein und Putz, an nordwestlicher Längsseite flacher Säulenportikus mit rundbogigem Eingang - Begründung: geschichtlich, künstlerisch, städtebaulich - Schutzumfang: gesamtes Objekt - Denkmaltyp: Bauliche Anlage, Sachgesamtheit: Kirche und Ortskern Bovenau | Fotos hochladen                         |
| 7612 Wikidata  | Gut Dengelsberg (54° 20′ 16″ N, 9° 48′ 3″ O)  | Gutshaus                                           | Alteintragung (Aktualisierung vorgesehen) - Begründung: geschichtlich, künstlerisch, Kulturlandschaft prägend - Schutzumfang: gesamtes Objekt - Denkmaltyp: Bauliche Anlage | Fotos hochladen                         |
| 851 Wikidata   | Gut Kluvensiek (54° 20′ 32″ N, 9° 49′ 35″ O)  | Herrenhaus                                         | Herrenhaus Gut Kluvensiek; 1777, Umbau und Erweiterung 1837; zweigeschossiger Putzbau mit flachem Walmdach, erhöhter und flach übergiebelter Mittelrisalit mit Kolossalpilastern und Söller, letztes rein klassizistisches Herrenhaus in Schleswig-Holstein - Begründung: geschichtlich, künstlerisch, Kulturlandschaft prägend - Schutzumfang: gesamtes Objekt - Denkmaltyp: Bauliche Anlage, Sachgesamtheit: Gut Kluvensiek    | Fotos hochladen                         |
| 867 Wikidata   | Gut Osterrade (54° 20′ 55″ N, 9° 50′ 0″ O)    | Gut Osterrade: Herrenhaus                          | Alteintragung (Aktualisierung vorgesehen) - Begründung: Alteintragung (Aktualisierung vorgesehen) - Schutzumfang: Alteintragung (Aktualisierung vorgesehen) - Denkmaltyp: Bauliche Anlage | weitere Fotos \| Fotos hochladen        |
| 868 Wikidata   | Gut Osterrade (54° 20′ 54″ N, 9° 50′ 2″ O)    | Gut Osterrade: sog. Turmscheune                    | Alteintragung (Aktualisierung vorgesehen) - Begründung: Alteintragung (Aktualisierung vorgesehen) - Schutzumfang: Alteintragung (Aktualisierung vorgesehen) - Denkmaltyp: Bauliche Anlage | Fotos hochladen                         |
| 869 Wikidata   | Gut Osterrade (54° 20′ 56″ N, 9° 50′ 5″ O)    | Gut Osterrade: sog. Kornscheune                    | Alteintragung (Aktualisierung vorgesehen) - Begründung: Alteintragung (Aktualisierung vorgesehen) - Schutzumfang: Alteintragung (Aktualisierung vorgesehen) - Denkmaltyp: Bauliche Anlage | BW                                      |
| 6246 Wikidata  | Gut Osterrade (54° 21′ 0″ N, 9° 50′ 3″ O)     | Gut Osterrade: ehem. Kuhhaus                       | Alteintragung (Aktualisierung vorgesehen) - Begründung: Alteintragung (Aktualisierung vorgesehen) - Schutzumfang: Alteintragung (Aktualisierung vorgesehen) - Denkmaltyp: Bauliche Anlage | BW                                      |
| 6247 Wikidata  | Gut Osterrade (54° 21′ 0″ N, 9° 50′ 7″ O)     | Gut Osterrade: ehem. Jungviehstall                 | Alteintragung (Aktualisierung vorgesehen) - Begründung: Alteintragung (Aktualisierung vorgesehen) - Schutzumfang: Alteintragung (Aktualisierung vorgesehen) - Denkmaltyp: Bauliche Anlage | BW                                      |
| 6248 Wikidata  | Gut Osterrade (54° 21′ 1″ N, 9° 49′ 59″ O)    | Gut Osterrade: ehem. Meierei                       | Alteintragung (Aktualisierung vorgesehen) - Begründung: Alteintragung (Aktualisierung vorgesehen) - Schutzumfang: Alteintragung (Aktualisierung vorgesehen) - Denkmaltyp: Bauliche Anlage | BW                                      |
| 6249 Wikidata  | Gut Osterrade (54° 20′ 54″ N, 9° 50′ 0″ O)    | Gut Osterrade: ehem. Verwalterhaus                 | Alteintragung (Aktualisierung vorgesehen) - Begründung: Alteintragung (Aktualisierung vorgesehen) - Schutzumfang: Alteintragung (Aktualisierung vorgesehen) - Denkmaltyp: Bauliche Anlage | BW                                      |
| 6250 Wikidata  | Gut Osterrade (54° 20′ 54″ N, 9° 49′ 58″ O)   | Gut Osterrade: Wohnhaus                            | Alteintragung (Aktualisierung vorgesehen) - Begründung: Alteintragung (Aktualisierung vorgesehen) - Schutzumfang: Alteintragung (Aktualisierung vorgesehen) - Denkmaltyp: Bauliche Anlage | Fotos hochladen                         |
| 6251 Wikidata  | Gut Osterrade (54° 20′ 54″ N, 9° 50′ 0″ O)    | Gut Osterrade: ehem. Werkstattgebäude              | Alteintragung (Aktualisierung vorgesehen) - Begründung: Alteintragung (Aktualisierung vorgesehen) - Schutzumfang: Alteintragung (Aktualisierung vorgesehen) - Denkmaltyp: Bauliche Anlage | BW                                      |
| 6253 Wikidata  | Gut Osterrade (54° 20′ 54″ N, 9° 50′ 5″ O)    | Gut Osterrade: Zufahrtsbrücke                      | Alteintragung (Aktualisierung vorgesehen) - Begründung: Alteintragung (Aktualisierung vorgesehen) - Schutzumfang: Alteintragung (Aktualisierung vorgesehen) - Denkmaltyp: Bauliche Anlage | Fotos hochladen                         |
| 3304 Wikidata  | Kluvensiek (54° 20′ 35″ N, 9° 49′ 51″ O)      | Eiderkanalschleuse                                 | Alteintragung (Aktualisierung vorgesehen) - Begründung: Alteintragung (Aktualisierung vorgesehen) - Schutzumfang: Alteintragung (Aktualisierung vorgesehen) - Denkmaltyp: Bauliche Anlage | Fotos hochladen                         |
| 7709 Wikidata  | Kluvensiek (54° 20′ 35″ N, 9° 49′ 51″ O)      | Eisentore der ehem. Zugbrücke                      | Alteintragung (Aktualisierung vorgesehen) - Begründung: Alteintragung (Aktualisierung vorgesehen) - Schutzumfang: Alteintragung (Aktualisierung vorgesehen) - Denkmaltyp: Bauliche Anlage | weitere Fotos \| Fotos hochladen        |
| 22854 Wikidata | Kluvensiek ()                                 | Alter Eiderkanal (Teilflächen im Schleusenbereich) | Alteintragung (Aktualisierung vorgesehen) - Begründung: Alteintragung (Aktualisierung vorgesehen) - Schutzumfang: Alteintragung (Aktualisierung vorgesehen) - Denkmaltyp: Bauliche Anlage | Direkt Bild zu diesem Denkmal hochladen |
| 8106 Wikidata  | Gut Steinweh (54° 21′ 27″ N, 9° 47′ 8″ O)     | Gutshaus                                           | Alteintragung (Aktualisierung vorgesehen) - Begründung: Alteintragung (Aktualisierung vorgesehen) - Schutzumfang: Alteintragung (Aktualisierung vorgesehen) - Denkmaltyp: Bauliche Anlage | Fotos hochladen                         |

## Gründenkmale
| Objekt-ID     | Lage                                         | Offizielle Bezeichnung         | Beschreibung | Bild            |
| ------------- | -------------------------------------------- | ------------------------------ | --- | --------------- |
| 7946 Wikidata | An der Kirche (54° 19′ 49″ N, 9° 49′ 49″ O)  | Kirchhof                       | Kirchhof; auf 1240 zurückgehend; auf Anhöhe um Magdalenenkirche gelegen, überwiegend begrünt mit altem Baumbestand, Einfriedung (Hecke) mit zwei Toren, Nordertor „Brockdorffsches Tor“ Backsteinbau mit Putzgliederung von 1768 und Südertor, einige Grabmale, Mausoleum Hoenck kubischer Backsteinbau von 1919 mit Rustizierung und Pyramidendach, Ehrenmal 1. Weltkrieg Stele mit Adler und Kreuz, Flankenmauern mit Namenstafeln. Umgeben von Baumkranz und straßenseitiger Feldstein-Böschungsmauer mit Hecke - Begründung: geschichtlich, künstlerisch, städtebaulich, Kulturlandschaft prägend - Schutzumfang: Kirchhof, Nordertor, Süderpforte, Mausoleum Hoenck, Erbbegräbnis von Hildebrandt, Ehrenmal für die Gefallenen des Ersten Weltkrieges, Grabmale bis 1870, Baumkranz, Feldstein-Böschungsmauer mit Hecke - Denkmaltyp: Gründenkmal, Sachgesamtheit: Kirche und Ortskern Bovenau | Fotos hochladen |
| 13483         | Gut Kluvensiek (54° 20′ 35″ N, 9° 49′ 39″ O) | Gut Kluvensiek                 | Parkanlage des Guts Kluvensiek; vor 1837; weiträumiger Landschaftspark mit historischem Altbaumbestand, der von der Mühlenau und der Alten Eider durchflossen wird, botanische Kostbarkeiten sind u.a. zwei riesige Blutbuchen östlich des Herrenhauses und ein Stieleichenwäldchen - Begründung: geschichtlich, künstlerisch, Kulturlandschaft prägend - Schutzumfang: Gutspark, Kastanienallee, Brücke östlich des Herrenhauses, Brücke an Hauptachse zum Wald, Verlauf Alte Eider - Denkmaltyp: Gründenkmal, Sachgesamtheit: Gut Kluvensiek | BW              |
| 6254 Wikidata | Gut Osterrade (54° 20′ 49″ N, 9° 49′ 54″ O)  | Gut Osterrade: Landschaftspark | Alteintragung (Aktualisierung vorgesehen) - Begründung: geschichtlich, Kulturlandschaft prägend - Schutzumfang: gesamtes Objekt - Denkmaltyp: Gründenkmal | Fotos hochladen |

## Quelle
- Liste der Kulturdenkmale in Schleswig-Holstein – Kreis Rendsburg-Eckernförde

- Karte mit allen Koordinaten:
- OSM |
- WikiMap